# Elektronické hlasování
Elektronické hlasování (v angličtině také e-voting) je hlasování, během nějž je využíváno elektroniky, ať už ke sčítání hlasů nebo k samotnému hlasování. V závislosti na konkrétní realizaci může e-hlasování zahrnovat celou škálu internetových služeb, počínaje základním přenosem dat, aby bylo on-line hlasování prostřednictvím společných připojitelných zařízení v domácnosti plně funkční. Stupeň automatizace systému se může lišit – od jednoduchých domácích stanic po kompletní řešení, které zahrnuje registraci voličů a jejich ověřování, samotnou volbu, místní nebo okrskové sčítání hlasů, šifrování dat a přenos na servery, konsolidace hlasů a volby správy. Vhodný e-hlasovací systém musí provádět většinu z těchto úkolů v souladu se souborem norem stanovených regulačními orgány a také musí být schopen úspěšně se vypořádat se silnými požadavky, souvisejícími s bezpečností, přesností, celistvostí, rychlostí, ochranou soukromí, auditovatelností, dostupností, náklady, efektivností, škálovatelností a ekologickou udržitelností.

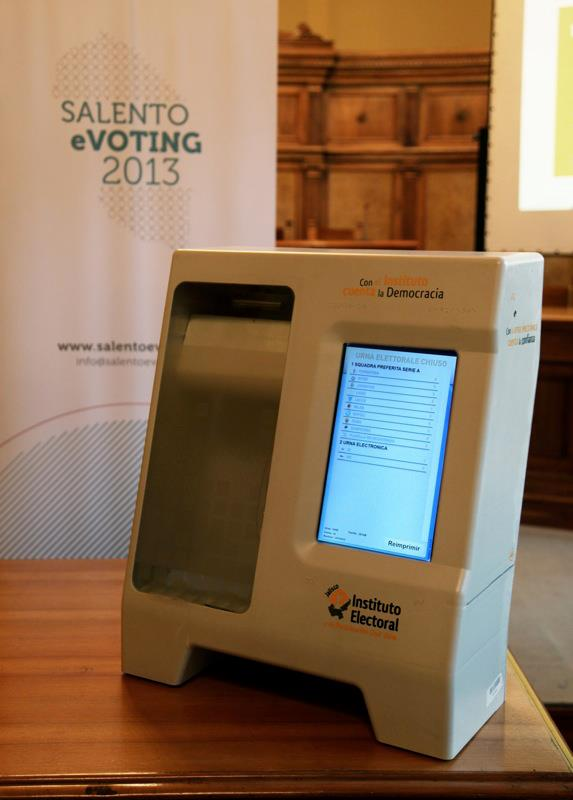
Volební automat pro zkušební Italské elektronické volby v Salentu

V minulosti byly při volbách využívány děrné štítky, dnes se jedná spíše o optické skenování a specializované volební automaty (například s vestavěným systémem DRE, který výsledky přímo odesílá). Ty také mohou předávat data automatizovaným odesíláním volebních uren, telefonem, soukromými počítačovými sítěmi nebo skrze internet.
Obecně můžeme rozlišovat dva typy elektronického hlasování:
- využívání strojů, které vyžadují přímou fyzickou interakci a dohled kontrolorů,
- dálkové hlasování, kdy volič posílá svůj hlas z domova, například přes internet (i-voting).[2][3][4][5][6]

Mezi problémy spojené s elektronickým hlasováním patří například riziko úniku univerzálního klíče administrátora. Nebo pouhá špatná softwarová implementace (záměrně i nezáměrně) může způsobit, že může dojít k manipulaci voleb, aniž na to upozorní kontrolní mechanismus. Byly také hlášeny případy strojů, které prováděly nepředvídatelné chyby. Pro e-voting také není možné přizvat externí pozorovatele nebo zajistit kontrolu několikanásobným nezávislým přepočítáním jako při klasických volbách.
Úspěšné elektronické hlasování může nicméně zrychlit sčítání hlasovacích lístků, snížit náklady na placení zaměstnanců počítajících hlasy a zajistit lepší přístupnost voleb pro například zdravotně znevýhodněné voliče. V Estonsku elektronické hlasování funguje, některé země, jako Nizozemsko a Spojené království, však od tohoto systému kvůli podezření z útoků hackerů již upustily.
Mezi zásadní problémy dálkového elektronického hlasování patří to, že nelze zaručit, že volba občana je svobodným projevem jeho vůle. Tedy nelze zaručit, že když bude daný občan volit, při volbě na něj někdo nedohlíží a nekontroluje, jak hlasuje. Tento problém je volbou za plentou odstraněn. Stejným problémem trpí i korespondenční hlasování.
V České republice se používání vzdáleného elektronického hlasování rozšířilo v různých organizacích především v době pandemie COVID-19. Dlouholeté zkušenosti s hlasováním přes internet v rámci vnitrostranické demokracie má například Česká pirátská strana. Požadavkům na elektronické hlasování se věnuje Doporučení CM/Rec(2017)5 výboru ministrů členských států Rady Evropy.